# Liste der Bodendenkmale in Neiße-Malxetal
In der Liste der Bodendenkmale in Neiße-Malxetal sind alle Bodendenkmale der brandenburgischen Gemeinde Neiße-Malxetal und ihrer Ortsteile aufgelistet. Grundlage ist die Veröffentlichung der Landesdenkmalliste mit dem Stand vom 31. Dezember 2020.
Die Baudenkmale sind in der Liste der Baudenkmale in Neiße-Malxetal aufgeführt.
|    | Gemarkung           | Flur    | Kurzansprache | Bodendenkmalnummer | Bemerkung | Bild |
| -- | ------------------- | ------- | --- | ------------------ | --------- | ---- |
| 1  | Groß Kölzig (Lage)  | 9       | Hügelgräberfeld Bronzezeit | 120027             |           |      |
| 2  | Groß Kölzig (Lage)  | 7       | Turmhügel Neuzeit, Turmhügel deutsches Mittelalter                                                                                               | 120028             |           |      |
| 3  | Groß Kölzig (Lage)  | 8       | Gräberfeld Eisenzeit, Gräberfeld Bronzezeit | 120201             |           |      |
| 4  | Groß Kölzig (Lage)  | 7, 8    | Dorfkern deutsches Mittelalter, Dorfkern Neuzeit, Kirche deutsches Mittelalter, Kirche Neuzeit, Friedhof deutsches Mittelalter, Friedhof Neuzeit | 120202             |           |      |
| 5  | Jerischke (Lage)    | 7       | Pechhütte deutsches Mittelalter, Pechhütte Neuzeit                                                                                               | 120038             |           |      |
| 6  | Jerischke (Lage)    | 9       | Dorfkern deutsches Mittelalter, Turmhügel deutsches Mittelalter, Turmhügel Neuzeit, Dorfkern Neuzeit                                             | 120068             |           |      |
| 7  | Jerischke (Lage)    | 2, 4    | Dorfkern Neuzeit | 120458             |           |      |
| 8  | Jocksdorf (Lage)    | 2, 3, 4 | Dorfkern Neuzeit, Dorfkern deutsches Mittelalter                                                                                                 | 120351             |           |      |
| 9  | Klein Kölzig (Lage) | 3, 4    | Turmhügel deutsches Mittelalter, Dorfkern deutsches Mittelalter, Turmhügel Neuzeit, Dorfkern Neuzeit                                             | 120045             |           |      |
| 10 | Preschen (Lage)     | 9, 10   | Dorfkern Neuzeit | 120456             |           |      |
| 11 | Preschen (Lage)     | 11, 13  | Dorfkern Neuzeit | 120457             |           |      |
| 12 | Preschen (Lage)     | 3, 5    | Kirche deutsches Mittelalter, Friedhof deutsches Mittelalter, Kirche Neuzeit, Friedhof Neuzeit, Dorfkern Neuzeit, Dorfkern deutsches Mittelalter | 120459             |           |      |